# Lampranthus brownii
Lampranthus brownii är en isörtsväxtart som först beskrevs av Joseph Dalton Hooker, och fick sitt nu gällande namn av Nicholas Edward Brown. Lampranthus brownii ingår i släktet Lampranthus och familjen isörtsväxter. Inga underarter finns listade i Catalogue of Life.